# Rösjögrottan

Rösjögrottan är en grotta öster om Bona i Motala kommun. Grottan, som ligger i kanten av en rundhäll, är av den ovanliga typen horisontell jättegryta. En isälv anses ha bildat en kraftig virvel på platsen, som fått stenar och grus att röra sig mot bergväggen på ett sådant sätt att en grotta med släta, rundade väggar bildades. Grottan är cirka 2 meter lång.
Rösjögrottan ska ha använts av tjuvarna Hjert och Tector, de sista som blev offentligt avrättade i Sverige.